# Bipoláris hengerkoordináta-rendszer

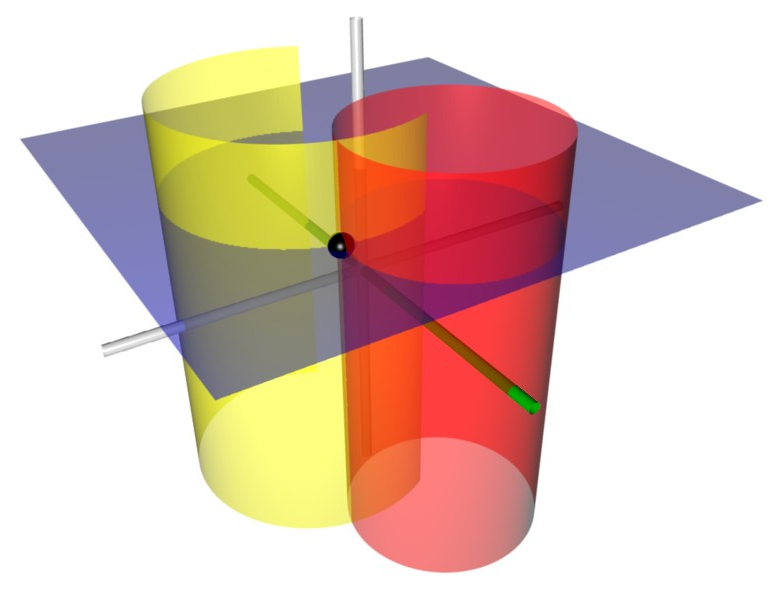
A bipoláris hengerkoordináta-rendszer koordinátafelületei. A sárga félhold megfelel σ-nak, míg a piros cső a τ koordinátát jelzi, a kék sík pedig a z=1 megfelelője. A három felület a P pontban találkozik, melyet fekete gömb jelez

A bipoláris hengerkoordináta-rendszer egy háromdimenziós ortogonális koordináta-rendszer, ami a bipoláris koordináta-rendszerből származtatható a harmadik, z tengely menti eltolással. Az {\displaystyle F_{1}} és {\displaystyle F_{2}} fókuszegyenesekre teljesül a Descartes-féle koordináta-rendszerben, hogy rendre {\displaystyle x=-a} és {\displaystyle x=+a}, illetve {\displaystyle y=0}.
Bipolárisnak neveznek olyan görbéket is, melyeknek két fókuszpontjuk van, mint ellipszisek, hiperbolák és Cassini-oválisok. Azonban nem nevezik bipolárisnak az ezeken az alakzatokon alapuló koordináta-rendszereket, mint például az elliptikus koordinátákat.

## Alapvető definíciók
A {\displaystyle (\sigma ,\tau ,z)} bipoláris hengerkoordináták leggyakoribb definíciója:
{\displaystyle x=a\ {\frac {\operatorname {sh} \tau }{\operatorname {ch} \tau -\cos \sigma }}}
{\displaystyle y=a\ {\frac {\sin \sigma }{\operatorname {ch} \tau -\cos \sigma }}}
{\displaystyle z=\ z}
ahol egy {\displaystyle P} pont {\displaystyle \sigma } koordinátája egyenlő a  {\displaystyle F_{1}PF_{2}} szöggel, és a {\displaystyle \tau } koordináta a {\displaystyle P} pont fókuszoktól mért távolságainak arányának természetes logaritmusa. A továbbiakban a {\displaystyle PF_{1}} távolságot {\displaystyle d_{1}}, míg a {\displaystyle PF_{2}} távolságot {\displaystyle d_{2}} jelöli. Ezzel a {\displaystyle \tau } koordináta:
{\displaystyle \tau =\ln {\frac {d_{1}}{d_{2}}}}

## Skálázási tényezők
A {\displaystyle \sigma } és  {\displaystyle \tau } bipoláris koordináták skálázási tényezője megegyezik:
{\displaystyle h_{\sigma }=h_{\tau }={\frac {a}{\operatorname {ch} \tau -\cos \sigma }}}
illetve a {\displaystyle z} koordináta skálázási tényezője {\displaystyle h_{z}=1}. Így az infinitezimális térfogatelem
{\displaystyle dV={\frac {a^{2}}{\left(\operatorname {ch} \tau -\cos \sigma \right)^{2}}}d\sigma d\tau dz}
és a Laplace-operátor:
{\displaystyle \nabla ^{2}\Phi ={\frac {1}{a^{2}}}\left(\cosh \tau -\cos \sigma \right)^{2}\left({\frac {\partial ^{2}\Phi }{\partial \sigma ^{2}}}+{\frac {\partial ^{2}\Phi }{\partial \tau ^{2}}}\right)+{\frac {\partial ^{2}\Phi }{\partial z^{2}}}}
A további differenciáloperátorok, mint {\displaystyle \nabla \cdot \mathbf {F} } és {\displaystyle \nabla \times \mathbf {F} } kifejezhetők a  {\displaystyle (\sigma ,\tau )} koordinátákkal úgy, hogy behelyettesítjük a skálázási tényezőket az ortogonális koordináta-rendszerek általános képleteibe.

## Alkalmazások
A bipoláris hengerkoordináta-rendszer klasszikus alkalmazásai a parciális differenciálegyenletek megoldását segítik, például Laplace egyenletének vagy a Heimholtz-egyenlet, ahol is a bipoláris koordináták lehetővé teszik a változók szétválasztását két dimenzióban. Egy példa a két, különböző átmérőjű hengeres elektromos vezető elektromos mezője.

## Fordítás
Ez a szócikk részben vagy egészben  a   Bipolar cylindrical coordinates című angol Wikipédia-szócikk fordításán alapul.  Az eredeti cikk szerkesztőit annak laptörténete sorolja fel. Ez a jelzés csupán a megfogalmazás eredetét és a szerzői jogokat jelzi, nem szolgál a cikkben szereplő információk forrásmegjelöléseként.